# Álvaro Yamid Gómez
Álvaro Yamid-Yesid Gómez Urrego (Palocabildo, Tolima, 16 de junio de 1987) es un ciclista profesional colombiano. Actualmente corre en el equipo Agencia de Seguridad Vial-4WD Renta Car-Soacha.

## Palmarés
2010
- 3º en la Vuelta a Boyacá
- 3º en la Vuelta a Cundinamarca

2013
- 1 etapa del Clásico RCN
- 1 etapa de la Vuelta a Cundinamarca[1]

2014
- 1 etapa de la Vuelta a Colombia

2015
- Clásica de Fusagasugá, más 1 etapa, Colombia[2]

2017
- Vuelta a Cundinamarca, más 1 etapa

## Equipos
- Aguardiente Néctar-Gobernación de Cundinamarca (2013)
- Aguardiente Néctar-STL-4WD-Rentacar (2014)
- Canel's Turbo (2014)
- EBSA-Indeportes Boyacá (2015-2016)
- Agencia de Seguridad Vial-4WD Renta Car-Soacha (2017)